# Colorado State Highway 10
Der Colorado State Highway 10 ist ein in Nord-Süd-Richtung verlaufender Highway im US-Bundesstaat Colorado.
Der Highway beginnt an der Interstate 25 und am U.S. Highway 160 in Walsenburg und endet in La Junta am U.S. Highway 50. Bei Hawley trifft der State Highway auf den Colorado State Highway 71.